# Explosão da fábrica de produtos químicos em Xiangshui
Em 21 de março de 2019, uma grande explosão ocorreu em uma fábrica de produtos químicos em Chenjiagang Town, no Condado de Xiangshui, em Yancheng, Jiangsu, China. Um total de 78 pessoas morreu e 617 ficaram feridas, sendo que 94 destas ficaram gravemente feridas e 32 em estado crítico. 28 pessoas foram reportadas como desaparecidas.